# 大分市立明治北小学校
大分市立明治北小学校（おおいたしりつ めいじきたしょうがっこう）は、大分県大分市大字小池原にある公立小学校。
明治小学校の児童数増加に伴い、1979年（昭和54年）小池原のおさきが丘に新設校を建設することになり、桃園小学校の校区を一部取り込んで、1983年（昭和58年）に開校した。
工事に先立つ調査において、建設予定地に遺跡が発見され（おさきが丘遺跡）、発掘調査が長引いたために開校が遅れた経緯がある。

## 沿革
- 1983年（昭和58年） - 大分市立明治小学校から分離し、大分市立明治北小学校として開校。
- 1984年（昭和59年） - 体育館落成[1]。校歌制定[2]。校章制定。
- 1985年（昭和60年） - PTA広報紙「県知事賞」受賞。
- 1986年（昭和61年） - PTA広報紙「県知事賞」2年連続受賞（大分県で同一校の複数回受賞は史上初）。
- 1992年（平成4年） - 開校10周年。
- 1993年（平成5年） - なかよし学級設置。
- 1998年（平成10年） - 北校舎増築。
- 2002年（平成14年） - 開校20周年。明治北校区クイズウォークラリーが行われる。記念誌発行。
- 2007年（平成19年） - 開校25周年。APUチアダンス、地域手作りカルタ大会などが行われる。

## 通学区域
- 大分市立原川中学校通学区

小池原の一部
- 大分市立大東中学校通学区

葛木の一部、猪野の一部、小池原の一部、法勝台二丁目・三丁目

## アクセス
- 鉄道

日豊本線 高城駅から約2km（徒歩30分程度）
- バス

大分バス（D30系統）で「丸田」バス停下車徒歩4分。
大分バス（E64系統）で「明治北団地中」バス停下車徒歩3分。

## クラブ活動
- サッカー部（明治北SSC（明治北サッカースポーツクラブ））

全日本少年サッカー大会（現・JFA 全日本U-12サッカー選手権大会）に大分県代表として過去7回出場（うち全国3位が2回。敢闘賞、努力賞各1回）の強豪。
三浦淳宏、清武弘嗣らを輩出した。
- 野球部（明治少年野球クラブ）

1978年（昭和53年）創立。「明治は1つ」を合言葉に、明治小・明治北小の連合チームとして活動をしている。2008年度、鶴崎地区大会で優勝、県大会で準優勝。ここ数年はいい成績を残している。
森下暢仁を輩出した。
- ミニバスケットボール部

## 著名な卒業生
- 三浦淳宏（元プロサッカー選手、元日本代表。ヴィッセル神戸・元監督） - 4回生
- 清武弘嗣（プロサッカー選手（セレッソ大阪所属）、元日本代表） - 19回生
- 清武功暉（プロサッカー選手（FC琉球所属）） - 20回生
- 森下暢仁（プロ野球選手（広島東洋カープ所属）、元U-18・大学・東京五輪野球日本代表） - 27回生